# 2722 Abalakin
2722 Abalakin је астероид са средњом удаљеношћу од Сунца која износи 3,201 астрономских јединица (АЈ).
Апсолутна магнитуда астероида је 12,1.